# Botch
A Botch négytagú amerikai mathcore együttes volt. A zenekar 1993-ban alakult meg, 2002-ig játszottak együtt.

## Tagok
- Dave Verellen – énekes
- Dave Knudson – gitár
- Tim Latona – dob
- Brian Cook – basszusgitár

## Albumok
- The Unifying Themes of Sex, Death and Religion (Excursion, 1997)
- American Nervoso (Hydra Head Records, May 1998)
  - A Hydra Head újra kiadta 2007 júliusában
- We Are the Romans (Hydra Head, November 1999)
  - A Hydra Head újra kiadta 2007 szeptemberében